# Odie Payne
Odie Payne (Chicago, 27 augustus 1926 – aldaar, 1 maart 1989) was een Amerikaanse bluesdrummer. Gedurende zijn lange carrière werkte hij met een scala aan muzikanten, waaronder Sonny Boy Williamson II, Muddy Waters, Jimmy Rogers, Eddie Taylor, Little Johnny Jones, Tampa Red, Otis Rush, Yank Rachell, Sleepy John Estes, Little Brother Montgomery, Memphis Minnie, Magic Sam, Chuck Berry en Buddy Guy.

## Biografie
Geboren als Odie Payne jr. in Chicago, Illinois, was hij van jongs af aan geïnteresseerd in muziek en beperkte hij zich niet tot een smal muzikaal genre. Hij studeerde muziek op de middelbare school. Hij werd opgeroepen voor het Amerikaanse leger en na zijn ontslag studeerde hij af aan de Roy C. Knapp School of Percussion. In 1949 speelde Payne met de pianist Little Johnny Jones, voordat hij Tampa Red ontmoette en zich bij zijn band voegde. De vereniging duurde ongeveer drie jaar. In 1952 voegden Payne en Jones zich bij de band Broomdusters van Elmore James. Payne speelde nog drie jaar bij de Broomdusters, maar zijn opname-associatie met hen duurde tot 1959. In totaal nam hij eenendertig singles met hen op, waaronder The Sky Is Crying. Tegen die tijd was Payne een favoriete sessiemuzikant geworden, die gedurende dat decennium speelde met Otis Rush, Magic Sam en Buddy Guy voor Cobra Records. Hij speelde ook op verschillende platen, die zijn uitgebracht door Chess Records, waaronder Chuck Berry's hitsingles Nadine, You Never Can Tell, Promised Land en No Particular Place to Go (1964). Alle verschenen op de Berry's compilatiealbum The Great Twenty-Eight uit 1982.
Bekend om zijn gebruik van de koebel, het basdrumpedaal en de uitgebreide cimbaal en drumrollen, werd Payne's dubbel-shuffle-drumtechniek veel gekopieerd en werd deze gebruikt door Fred Below en Sam Lay. De techniek vereiste dat Payne beide handen gebruikte om het shuffle-effect te produceren. Payne schijnt een vermelding te hebben gehad voor het schrijven van nummers voor het nummer Say Man, dat werd opgenomen door zowel Bo Diddley als Willie Mabon, hoewel Payne's naam niet op elke gepubliceerde versie voorkwam.

## Overlijden
Odie Payne overleed in maart 1989 op 62-jarige leeftijd.

## Discografie
Met Magic Sam
- 1967: West Side Soul (Delmark)
- 1968: Black Magic (Delmark)
- 1966, 1983: Magic Touch (Black Magic) met Shakey Jake Harris
- 1967-1968, 1989: The Magic Sam Legacy (Delmark)
- 1963/1964/1966/1968, 2002: Rockin' Wild in Chicago (Delmark)

- Bibliothèque nationale de France: cb13898315m (data)
- Gemeinsame Normdatei: 134846400
- International Standard Name Identifier: 0000 0000 5514 0044
- Library of Congress Control Number: n85014438
- MusicBrainz: 67f70a5f-20e3-435f-9119-ab71d72d6249
- SNAC: w6t18f6q
- Virtual International Authority File: 34644235
- WorldCat: E39PBJhxgr3cbp4KX3GtCrp3wC